# Isopterygium latifolium
Isopterygium latifolium är en bladmossart som beskrevs av Brotherus 1900. Isopterygium latifolium ingår i släktet Isopterygium och familjen Hypnaceae. Inga underarter finns listade i Catalogue of Life.